# Тереза Дрискол
Тереза Дрискол (на английски: Teresa Driscoll) е английска журналистка, водеща на новини по Би Би Си, и писателка на произведения в жанра психологически трилър и чиклит.

## Биография и творчество
Тереза Дрискол е родена в крайбрежната част на Хампшър, Англия. Баща ѝ е военен, поради което често се местят. Когато е 17-годишна майка умира от рак. От малка мечтае да стане писателка и опитва да пише като тинейджърка.
След завършване на гимназията се насочва към журналистиката и работи 25 години като журналист за вестници, списания и телевизия. Първоначално се обучава като репортер в групата вестници Kent Messenger и става главен репортер на вечерния вестник в групата. После минава на свободна практика за някои от националните медии. В периода 1985 – 1990 г. работи в телевизия „Темза“ като репортер. В периода 1990 – 2005 г. е един от основните водещи на предаването Spotlight (Прожектор), излъчвано от югозападната регионална телевизия на Би Би Си. Успоредно с работата си пише статии за списания. Напуска работата си през 2004 г., за да може да прекарва повече време със семейството си и да пише.
Първата ѝ книга, сборникът Moments (Моменти) с разкази за любовта, загубата и ученето да живееш за деня, е издаден през 2013 г. През 2015 г. е издаден романът ѝ за жени Recipes for Melissa (Рецепти за Мелиса), в който главната героиня си спомня за майка си чрез книгата ѝ с рецепти и открива някои нейни тайни и спомени. Вторият ѝ роман в този жанр Last Kiss Goodnight (Последна целувка за лека нощ) е издаден през 2016 г.
Психологическият ѝ трилър „Наблюдавам те“ е издаден през 2017 г. Собственичката на малък цветарски магазин, Ела, във влака за Лондон става неволен свидетел на запознанството на две тинейджърки с двама млади мъже, които току-що са излезли от затвора, а на сутринта научава от новините, едното момиче е изчезнало и не е намерено. Година по-късно тя се измъчва от чувство за вина, че не се е намесила тогава, но получава заплашителни картички, а и някой я наблюдава. Романът става бестселър №1 във Великобритания, САЩ и Австралия, и е преведен на двадесет езика по света.
В следващите години продължава да пише психологически трилъри. В работата си като журналист тя е разтърсена от последиците, които престъпленията оказват върху близките, приятелите на жертвите и свидетелите, затова решава да постави именно техните преживявания в основата на романите си.
Произведенията на писателката са издадени в над 2 милиона екземпляра по света.
Тереза Дрискол живее със семейството си в община Саут Хамс, Девън.

## Произведения

### Самостоятелни романи
- Recipes for Melissa (2015)[1][2]
- Last Kiss Goodnight (2016)
- I Am Watching You (2017)
Наблюдавам те, изд.: ИК „Хермес“, Пловдив (2022), прев. Стоянка Сербезова-Леви
- The Friend (2018)[3]
- The Promise (2019)
- I Will Make You Pay (2019)
- Her Perfect Family (2021)
- Tell Me Lies (2023)

### Сборници
- Moments (2013)[1][3]